# Боян Мошелов
Боян Мошелов е български волейболист, национален състезател и треньор по волейбол.
Започва да играе в прогимназията. През 1968 г. постъпва във висшето училище по физкултура (сега НСА), където е забелязан от националния треньор Валентин Анков и е включен в отбора на България. През цялата си кариера играе в Академик. След завършването на състезателната си дейност остава треньор в студентския клуб с когото печели шампионата на страната през 1966 г.
От 1972 до 1975 г. е помощник-треньор на националния отбор на Гърция. С военния отбор на Гърция печели турнира СИЗМ (военното първенство на НАТО) през 1973 г.

## Постижения
- Трето място на първото Световно първенство по Волейбол в Прага[1];
- Трето място на Световното първенство в Москва 1952 г.;
- Първо място на Универсиадата в Будапеща-1954 г.;
- Трето място на Европейското първенство в Букурещ 1955 г.